# Alfred de Beaunay
Alfred Louis Hippolyte de Beaunay est un homme politique français né le 12 août 1792 à Noyen-sur-Sarthe (Sarthe) où il est mort le 17 février 1856.

## Biographie
Propriétaire, il est député de la Sarthe de 1849 à 1851, siégeant à droite avec les monarchistes légitimistes.

## Sources
- « Alfred de Beaunay », dans Adolphe Robert et Gaston Cougny, Dictionnaire des parlementaires français, Edgar Bourloton, 1889-1891 [détail de l’édition]